# Piper gibbifolium
Piper gibbifolium är en pepparväxtart som beskrevs av C. Dc.. Piper gibbifolium ingår i släktet Piper och familjen pepparväxter. Inga underarter finns listade i Catalogue of Life.